# Harry Haddon
Harry Haddon (1871 – sau 1896) là một cầu thủ bóng đá người Anh thi đấu ở Football League cho Small Heath.
Haddon sinh ra ở Pelsall, Staffordshire. Ông chơi bóng tại địa phương cho Pelsall Villa và Lichfield Barracks trước khi gia nhập Small Heath. Ông có màn ra mắt ở First Division ngày 22 tháng 2 năm 1896 trong thất bại 4–1 trước Bolton Wanderers, và ghi 2 bàn trong 4 trận tiếp theo, nhưng những người lựa chọn lại ưu tiên Jack Jones hơn. Haddon mất tại Walsall, Staffordshire.